# Храм Успения Пресвятой Богородицы (Аманово)
Храм Успения Пресвятой Богородицы — православный храм Рязанской епархии. Находится в селе Аманово.

## История
Храм был построен в 1690 году тщанием Андреем Ивановичем Дашковым, владельцем села. В 1853 году храм был возобновлён статским советником Ефграфом Николаевичем Салениковым.
Храм был каменный с колокольней в связи, с двумя приделами холодным во Имя Успения Божией Матери, в приделе с южной стороны — во имя Андрея Христа ради Юродивого. Храм стоял на крепком фундаменте, покрыт железом. В 1866 году обнесена оградой. В 1911 году тщанием прихожан была построена церковная сторожка.
Во время гонений на церковь, храм в Аманово не был разрушен. В храме были сохранены фрески, была цела кровля. Здесь в разное время располагались склад и конюшня.
В 1940-е годы жители хотели разобрать храм на стройматериалы. Но так как кладка стен была крепкой, они остались не тронуты.
Голые стены с искорёженными решетками на окнах стояли долгое время. И только в 2000 году началось восстановление храма.
Некоторое время назад в храме проводились службы. Сейчас храм закрыт.

## Священнослужители
- Исидор (упоминается в 1676 году)
- Михаил Исидоров (умер в 1688)
- Савва Михайлов (1688—1693)
- Василий Иоаннов (1693—1697)
- Дмитрий Михайлов (1697-17??)
- Герасим (умер в 1739 году)
- Анисим Назарьев (1739—1743)
- Никифор Герасимов (1743—1744)
- Емельян Герасимов (1744—1782)
- Анатолий Емельянов (1782)
- Фёдор Васильев (1782)
- Алексей Иоаннов (1826—1832)
- Пётр Епифанович Зрелов (1836—1853)